# Stradsett
Stradsett – wieś w Anglii, w hrabstwie Norfolk, w dystrykcie King’s Lynn and West Norfolk. Leży 57 km na zachód od Norwich i 130 km na północ od Londynu. W 2001 miejscowość liczyła 60 mieszkańców.